# انقباض القلب

تبدأ الدورة القلبية عند بداية الانقباض البطيني ، أو تقلص: 1) الدم المؤكسج حديثًا (السهم الأحمر) في البطين الأيسر بالنبض من خلال الصمام الأبهري لتزويد جميع الجسم؛ 2) يبدأ الدم المنضب بالأكسجين (السهم الأزرق) في البطين الأيمن في النبض من خلال الصمام (الرئوي) الرئوي إلى الرئة لإعادة التخليق.

انقباض القلب (بالإنجليزية: Systole)‏ هو جزء من دورة القلب التي تتعايش فيها بعض غرف عضلة القلب  بعد إعادة تعبئتها بالدم. نشأ مصطلح "انقباض" من اللاتينية الجديدة عبر اليونانية القديمة ".

يحتوي قلب الثدييات على أربع حجرات: الأذين الأيسر يقع فوق البطين الأيسر (لونه وردي فاتح، انظر الرسم)، حيث يتصل اثنان منهما من خلال الصمام التاجي (أو الصمام ثنائي الرؤوس)؛ والأذين الأيمن يقع فوق البطين الأيمن (الأزرق الفاتح)، متصل عبر الصمام الثلاثي الشرف. الأذين هو غرف الاستقبال لتدوير الدم والبطينين هما غرف التفريغ.
عندما تنقبض غرف الأذين في حالة الانبساط البطيني المتأخر، فإنها ترسل الدم إلى حجيرات البطين الأكبر حجماً. عند اكتمال التدفق الطبيعي، يتم ملء البطينين ويتم إغلاق الصمامات إلى الأذين. تقوم البطينان الآن بإجراء الانقباض بشكل متساوٍ، وهو الانكماش بينما يتم إغلاق جميع الصمامات، مما يؤدي إلى إنهاء المرحلة الأولى من الانقباض. تستمر المرحلة الثانية على الفور، حيث يتم ضخ الدم المؤكسد من البطين الأيسر من خلال الصمام الأبهري والشريان الأورطي إلى جميع أنظمة الجسم، وفي نفس الوقت يضخ الدم الفقير بالأكسجين (الغير مؤكسد) من البطين الأيمن من خلال الصمام الرئوي والشريان الرئوي إلى الرئتين. وهكذا، فإن أزواج الغرف (الأذينين العلويين والبطينين السفليين) تنقبض بالتناوب مع بعضها البعض. أولاً، يتغذى الأذينين في الدم في البطينين في آنٍ واحد، وهما اللذان ينكمشان معاً، ثم يضخان الدم خارج القلب إلى أنظمة الجسم، بما في ذلك الرئتين لإعادة إمداد الأكسجين. الانقباض القلبي هو انكماش العضلة القلبية استجابة لتحفيز كهروكيميائي لخلايا القلبcardiomyocytes)).
الإنتاج القلبي CO))هو حجم الدم الذي يضخه البطين الأيسر في دقيقة واحدة. الجزء القذوف EF))هو حجم الدم الذي يتم ضخه مقسومًا على إجمالي حجم الدم في البطين الأيسر

## أنواع الانقباض

### انقباض الأذيني
الدورة القلبية عند بداية الانقباض الأذيني: يبدأ البطينين الأيسر (الأحمر) واليمين (الأزرق) بالملء خلال الانبساط البطيني. بعد ذلك، بعد تتبع الموجة P من تخطيط القلب الكهربائي، يبدأ الأذينين بالتقلص (الانقباض)، يضخان الدم تحت الضغط إلى البطينين.
يحدث انقباض الأذين متأخرا في الانبساط البطيني ويمثل انقباض عضلة القلب من الأذين الأيمن والأيسر. إن الانخفاض الحاد في ضغط البطين الذي يحدث أثناء الانبساط البطيني يسمح بفتح الصمامات الأذينية البطينية (أو الصمامات التاجية والشفافة الثلاثية) ويؤدي إلى إفراغ محتويات الأذينين في البطينين. تبقى الصمامات الأذينية البطينية مفتوحة بينما تبقى الصمامات الأبهري والرئوية مغلقة بسبب الحفاظ على تدرج الضغط بين الأذين والبطين خلال الانبساط البطيني المتأخر. يمنح الانقباض الأذيني إضافة طفيفة للملء البطيني، ولكنه يصبح مهمًا في تضخم البطين الأيسر، أو سماكة جدار القلب، حيث لا يريح البطين تمامًا أثناء الانبساط. قد يؤدي فقدان التوصيل الكهربائي الطبيعي في القلب ـ كما يحدث أثناء الرجفان الأذيني، والرفرفة الأذينية، وكتلة القلب الكاملة ـ إلى القضاء تمامًا على الانقباض الأذيني.
تقلص الأذين يتبع إزالة الاستقطاب، ممثلة في موجة P من تخطيط القلب الكهربائي. عندما تنكمش كلتا الغرفتين الأذينيتين - من المنطقة العليا من الأذين نحو الحاجز الأذيني البطيني - يرتفع الضغط داخل الأذينين ويتم ضخ الدم إلى البطينين من خلال الصمامات الأذينية البطينية المفتوحة. في بداية الانقباض الأذيني، أثناء الانبساط البطيني، عادة يتم ملء البطينين إلى حوالي 70 - 80 في المائة من السعة بواسطة التدفق من الأذينين. يساهم الانقباض الأذيني، الذي يشار إليه أيضًا باسم «الركلة الأذينية»، في النسبة المتبقية من 20-30 في المائة من ملء البطين. يستمر انقباض الأذين حوالي 100 مللي ثانية وينتهي قبل انقباض البطين، حيث تعود العضلة الأذينية إلى الانبساط.
يتم عزل البطينين كهربائيًا ونسجياً (منديل الحكيم) من الغرفتين الأذينيتين عن طريق طبقات كولاجين غير منفذة كهربائيًا من نسيج ضام يعرف باسم الهيكل العظمي القلبي. يتكون الهيكل القلبي العظمي من نسيج ضام كثيف يعطي بنية للقلب عن طريق تشكيل الحاجز الأذيني البطيني - الذي يفصل الأذين عن البطينين - والحلقات الليفية التي تخدم كقواعد لصمامات القلب الأربعة. تمدد الكولاجين من صمام حلقات الختم والحد من النشاط الكهربائي للأذينين من التأثير على المسارات الكهربائية التي تعبر البطينين. تحتوي هذه المسارات الكهربائية على العقدة الجيبية الأذينية، والعقدة الأذينية البطينية، وألياف بوركنجي. (قد تحدث الاستثناءات مثل المسارات التبعية في هذا الجدار الناري بين التأثير الكهربائي الأذيني البطيني ولكن نادرة.)
السيطرة على معدل القلب عبر علم الصيد أمر شائع اليوم. على سبيل المثال، يعتبر الاستخدام العلاجي للديجوكسين أو مضادات مستقبلات بيتا أو محصرات قنوات الكالسيوم تدخلات تاريخية مهمة في هذه الحالة. ومن الجدير بالذكر أن الأفراد المعرضين للفرط في تجلط الدم (خلل في تخثر الدم) يكونون عرضة لخطر تجلط الدم، وهو علم أمراض خطير للغاية يتطلب العلاج للحياة باستخدام مضاد للتجلط إذا لم يكن من الممكن تصحيحه.

### انقباض الاذنين الأيمن والأيسر
تحتوي كل غرفة من غرف الأذين على صمام واحد: يفتح الصمام ثلاثي الشرفات في الأذين الأيمن إلى البطين الأيمن، ويفتح الصمام الميترالي (أو نصف الجسم) في الأذين الأيسر في البطين الأيسر. . يتم ضغط كل من الصمامات مفتوحة خلال المراحل المتأخرة من الانبساط البطيني. انظر مخطط الاسود في مرحلة P / QRS (على الهامش الأيمن). ثم تسبب انقباضات انقباض الأذين البطين الأيمن لملء الدم المستنفذ بالأكسجين من خلال الصمام ثلاثي الشرفات. عندما يتم إفراغ الأذين الأيمن - أو غلق قبل الأوان - ينتهي حقًا بالانقباض الأذين الأيمن، وهذه المرحلة تشير إلى نهاية انبساط البطين وبداية الانقباض البطيني)انظر الرسم البياني الاسود (. يتم قياس متغير الوقت للدورة الانقباضية اليمنى من  )الصمام الثلاثي)صمام مفتوح إلى صمام مغلق.
تملأ تقلصات انقباض الأذين البطين الأيسر بالدم المخصب بالأكسجين من خلال الصمام التاجي. عندما يتم تفريغ أو إغلاق الأذين الأيسر، يتم إنهاء انقباض الأذين الأيسر ويوشك أن يبدأ انقباض البطين. يتم قياس متغير الوقت للدورة الانقباضية اليسرى من (الصمام الميترالي) مفتوح إلى صمام مغلق.
يمثل الرجفان الأذيني داءًا كهربائيًا شائعًا في القلب يظهر خلال الفاصل الزمني لانقباض الأذين (انظر الشكل على الهامش الأيمن). تقترح النظرية أن التركيز خارج الرحم، عادة ما يقع داخل جذوع الرئة، يتنافس مع العقدة الجيبية للسيطرة الكهربائية على الحجرات الأذينية وبالتالي يقلل من أداء عضلة القلب الأذينية، أو عضلة القلب الأذيني. يتم تعطيل التحكم الكهربائي السريعي المنظم للأنشطة الكهربائية الأذينية، مما يؤدي إلى فقدان توليد الضغط المنسق في غرفتي الأذينين. الرجفان الأذيني يمثل كتلة عضلة أذينية غير مختلة كهربائياً ولكنها تعمل جيداً (بطريقة غير منسقة) مع انقباض بطيني كهربائياً (صحياً)